# Hélène Fillières
Pour les articles homonymes, voir Fillières (homonymie).
Hélène Fillières [filjɛʁ], née le 1er mai 1972 à Paris 16e, est une actrice, scénariste et réalisatrice française.

## Biographie
Fille d'un chef d'escale d'Air France, Hélène Fillières grandit entre l'Europe, le Brésil et les États-Unis. Sa mère est prof de maths puis artiste peintre ; elle a un frère ainé Romain et une sœur Sophie. Cette dernière est une réalisatrice et scénariste formée à la Femis, qui adolescente la fait jouer, dans ses premiers courts-métrages. Hélène Fillières suit des études littéraires en faisant hypokhâgne, khâgne, puis intègre la  faculté d'anglais au campus Censier à l'université de la Sorbonne.
Après le court-métrage Les Sirènes de Pascal Bonitzer (avec qui elle tourne Encore), la cadette apparaît en 1991 dans le film de fin d'études de sa sœur, Des filles et des chiens, aux côtés d'une autre débutante, Sandrine Kiberlain. Mais elle se lance ensuite dans des études d'anglais - elle publie d'ailleurs plus tard des traductions d'ouvrages de Dorothy Parker, pour la maison d'édition Christian Bourgois.
Dans les années 1990, après une brève expérience comme mannequin, elle tourne pour Jacques Doillon, Cédric Klapisch ou Danièle Thompson. Mais grâce aux films de sa sœur, Sophie, Hélène Fillières prend le métier d'actrice au sérieux : après un second rôle dans Grande Petite en 1994, elle incarne en 2000 l'héroïne de Aïe. C'est après ce rôle qu'elle décide de poursuivre son parcours dans le cinéma.
Nouveau visage du cinéma français, Hélène Fillières, sollicitée surtout par les réalisatrices, joue dans Reines d'un jour de Marion Vernoux en 2001, puis la fille de Catherine Deneuve dans Au plus près du paradis de Tonie Marshall, en 2002. L'année suivante, elle chante en compagnie de Mathieu Amalric dans Un homme, un vrai, radiographie du couple réalisée par Arnaud et Jean-Marie Larrieu,. À partir de 2003, elle joue également sur les planches du théâtre,.
En 2006, elle s'impose au grand public dans le rôle de Sandra Paoli dans la série Mafiosa en tant que chef de clan du milieu corse, rôle qu'elle tient pendant 8 ans jusqu'en 2014.
Souvent à l'affiche de premiers films, de Bord de mer (2002) à De particulier à particulier (2006), elle fait en 2006 ses débuts de réalisatrice avec le court métrage Mademoiselle Y, une réflexion sur le métier d'actrice. Puis elle réalise deux longs-métrages, Une histoire d'amour en 2013, et Volontaire en 2018, revisitant dans ce dernier film les relations entre hommes et femmes au sein de l'armée,,.

### Vie privée
En janvier 2004, dans une interview dans l'émission Tout le monde en parle, elle évoque brièvement sa lutte contre un cancer. Elle a été jusqu'en 2011 la compagne de l'acteur Thierry Neuvic, qui interprète son frère dans Mafiosa. Elle joue de nouveau avec lui en 2012 dans le film de Louis Becker Les Papas du dimanche. Elle se marie en 2014 avec Matthieu Tarot, producteur de son premier long-métrage, Une histoire d’amour.

## Filmographie

### Actrice

#### Longs métrages
- 1992 : Amoureuse de Jacques Doillon : la fille en soirée
- 1993 : Sauve-toi de Jean-Marc Fabre : la fille à vélo
- 1994 : Grande Petite de Sophie Fillières : Laurence
- 1995 : Adultère (mode d'emploi) de Christine Pascal : Joséphine
- 1996 : Encore de Pascal Bonitzer : Aurore
- 1996 : Passage à l'acte de Francis Girod : Alexandra
- 1998 : Les Kidnappeurs de Graham Guit : Nuage
- 1999 : Vénus Beauté (Institut) de Tonie Marshall : la fiancée d'Antoine
- 1999 : Peut-être de Cédric Klapisch : Rosemonde
- 1999 : La Bûche de Danièle Thompson : Véronique
- 2000 : Aïe de Sophie Fillières : Aïe
- 2001 : Reines d'un jour de Marion Vernoux : Marie Larue
- 2001 : Oui Non de Jon Jost
- 2002 : Bord de mer de Julie Lopes-Curval : Marie
- 2002 : Au plus près du paradis de Tonie Marshall : Lucie
- 2002 : Vendredi soir de Claire Denis : une femme fatiguée
- 2003 : Un homme, un vrai d'Arnaud et Jean-Marie Larrieu : Marilyne
- 2003 : France Boutique de Tonie Marshall : Marine
- 2003 : Variété française de Frédéric Videau : Édith
- 2003 : La Fin du règne animal de Joël Brisse : Olivia
- 2006 : De particulier à particulier de Brice Cauvin : Marion
- 2006 : Call Me Agostino de Christine Laurent : Hélène
- 2006 : Lady Chatterley de Pascale Ferran : Hilda
- 2008 : Coupable de Laetitia Masson : Marguerite
- 2009 : La Grande Vie d'Emmanuel Salinger : Véronique
- 2010 : Pièce montée de Denys Granier-Deferre : Agnès
- 2011 : Les Yeux de sa mère de Thierry Klifa : Mélodie Khan
- 2012 : Les Papas du dimanche de Louis Becker : Jeanne
- 2012 : Low Life de Nicolas Klotz et Élisabeth Perceval :
- 2012 : À moi seule de Frédéric Videau : Anne Morellini
- 2013 : Opium d'Arielle Dombasle : Marie-Laure de Noailles
- 2013 : Les Salauds de Claire Denis : la banquière
- 2016 : Arès de Jean-Patrick Benes : Altman
- 2018 : Volontaire d'Hélène Fillières : le commandant adjoint équipage
- 2023 : Un hiver en été de Laetitia Masson : Hélène

#### Courts métrages
- 1989 : Les Sirènes de Pascal Bonitzer
- 1991 : Des filles et des chiens de Sophie Fillières
- 1993 : Nulle part de Laetitia Masson moyen métrage
- 1994 : La Seringue de Philippe Bérenger
- 1996 : Ici, Octobre de Lucien Dirat
- 1998 : Histoire naturelle de Karim Boulila
- 2001 : Madonna à Lourdes d'Arnaud et Jean-Marie Larrieu
- 2005 : Deux fois par semaine de Stéphane Milon
- 2006 : Mademoiselle Y d'Hélène Fillières
- 2006 : Deux fois par semaine de Stéphane Milon
- 2007 : Fille unique de Julie Bonan : la mère
- 2008 : Enculées de Laetitia Masson : Claire

### Télévision
- 2000 : Tontaine et Tonton de Tonie Marshall : la voisine
- 2001 : Demain et tous les jours après de Bernard Stora : Lisa
- 2001 : Combats de femme - Un amour de femme de Sylvie Verheyde : Jeanne
- 2001 : L'Apprentissage de la ville de Gérard Mordillat : Clotilde
- 2005 : Les Rois maudits de Josée Dayan : Marguerite de Bourgogne mini série télévisée
- 2005 : Vénus & Apollon (saison 1, épisode 7 : Soin Depardieu) de Pascal Lahmani : Betty Pages série télévisée
- 2006 - 2014  : Mafiosa de Louis Choquette, Éric Rochant et Pierre Leccia : Sandra Paoli série télévisée
- 2007 : Sous les vents de Neptune de Josée Dayan : Camille Forestier téléfilm
- 2009 : L'Homme aux cercles bleus de Josée Dayan téléfilm :  Camille Forestier
- 2009 : L'Homme à l'envers de Josée Dayan : Camille Forestier
- 2010 : Un lieu incertain de Josée Dayan : Camille Forestier
- 2011 : Petite Fille de Laetitia Masson : Sylvie Neige
- 2018 : Aurore de Laëtitia Masson : Sandrine Leroy
- 2018 : Quand sort la recluse de Josée Dayan : Camille Forestier

### Scénariste
- 2006 : Mademoiselle Y (court métrage) d'Hélène Fillières
- 2022 : Placés de  Nessim Chikhaoui
- 2024 : Petites mains de Nessim Chikhaoui

### Réalisatrice
- 2006 : Mademoiselle Y (court métrage)
- 2013 : Une histoire d'amour
- 2018 : Volontaire
- 2023 : Une confession (téléfilm)
- 2024 : Un Père Idéal (téléfilm)[13]

### Clip vidéo
- 1998 : Malaxe d'Alain Bashung
- 2016 : Mon bijou de Jul

## Théâtre
- 2003 : La Campagne de Martin Crimp, mise en scène Louis-Do de Lencquesaing, théâtre de l'Œuvre, Paris
- 2005 : Le Génie des forêts d'Anton Tchekhov, mise en scène Roger Planchon, TNP Villeurbanne
- 2006 : Le Génie des forêts d'Anton Tchekhov, mise en scène Roger Planchon, théâtre Gérard-Philipe
- 2007 : Le Journal de Jules Renard, mise en scène de Jean-Louis Trintignant, théâtre du Rond-Point, Paris
- 2009 : La Petite Catherine de Heilbronn d'Heinrich von Kleist, mise en scène d'André Engel, Ateliers Berthier, Odéon, Paris
- 2010 : La Petite Catherine de Heilbronn d'Heinrich von Kleist, mise en scène d'André Engel, TNP Villeurbanne
- 2016 : La Femme rompue de Simone de Beauvoir, mise en scène d'Hélène Fillières, théâtre des Bouffes du Nord, Paris

## Distinctions

### Nomination
- César 2002 : Meilleur espoir féminin pour Reines d'un jour

### Festivals
- 2004 : jurée au Festival du cinéma de Brive
- 2013 : jurée au Festival du cinéma américain de Deauville